# کود زورو
کود زورو نام روستایی از توابع بخش مرکزی شهرستان جهرم در استان فارس است.